# Kraft durch Froide
Kraft durch Froide ist eine Rechtsrock-Band aus Berlin. Sie bestand zunächst von 1982 bis 1987. Im Jahr 1999 wurde die Band neu gegründet.

## Bandgeschichte
Die Band gründete sich 1982 und gehört somit zu den ältesten deutschen Skinhead-Bands. Im Laufe der Anfangszeit wechselte öfter der Sänger. Die erste offizielle Demokassette Hundert Mann und ein Befehl 1983 und die Studio-EP Deutsche Musik 1984 (unautorisiert veröffentlicht 1992 von ESV) wurden von Erbse eingesungen. 1984 übernahm dann Andreas „Zille“ Retzlaff den Gesang und ein zweiter Gitarrist kam hinzu. Ihren ersten Auftritt absolvierten sie 1983 zusammen mit den Böhsen Onkelz im „KDF-Bunker“ in Berlin-Wedding. Der Bandname ist eine Anspielung auf den englischen Oi!-Punk Sampler Strength Thru Oi! von 1981 und die nationalsozialistische Gemeinschaft Kraft durch Freude (KdF). Die Bandmitglieder kamen ursprünglich aus der Punk-Szene, wandelten sich jedoch unter dem musikalischen und politischen Einfluss britischer Neonazi-Skinheads zunehmend selbst zu solchen.
Schon in der ersten Phase waren Auftritte der Band öfter von Protesten durch die Antifa begleitet. In einem Fall gelang es z. B. ein Konzert in Berlin-Kreuzberg zu verhindern, bei dem die Räumlichkeiten unter Vorgabe falscher Tatsachen angemietet worden waren. 1985 erfolgte der zweite und letzte Auftritt der Böhsen Onkelz gemeinsam mit der Hamelner Skinheadband Vortex und Kraft durch Froide im KdF-Bunker. Von diesem Auftritt existiert ein Videomitschnitt. Die Band löste sich 1987 zunächst auf, unter anderem weil die Mitglieder der Band unterschiedliche politische Vorstellungen hatten. Andreas Pohl war Mitglied in den verbotenen neonazistischen Organisationen Sozialrevolutionäre Arbeiterfront und mit Andreas "Zille" Retzlaff in der Nationalistische Front. Weitere Gründe sollen darin bestanden  haben, dass eines der Mitglieder stark alkoholabhängig war und die Resignation durch fehlende Auftrittsmöglichkeiten und einen nicht zustande gekommenen Plattenvertrag.
Mehrere Werke der Gruppe sind von der Bundesprüfstelle für jugendgefährdende Schriften aufgrund ihrer verfassungsfeindlichen und ausländerfeindlichen Texte indiziert worden. Thematisch umfassten diese Sozialneid gegen pakistanische Asylbewerber (Neue Heimat), Verunglimpfung diverser Länder (Optimist) sowie Solidaritätsbekundungen für Rudolf Heß (Alter Mann von Spandau).
1996 erschien die bis dato erste von der Gruppe autorisierte Veröffentlichung auf CD. Alle vorherigen Veröffentlichungen wurden ohne Einwilligung der Bandmitglieder hergestellt. 1999 gründeten Andreas Pohl und Andreas „Zille“ Retzlaff die Band neu, seitdem sind acht Alben, zwei Kompilationen, fünf Singles und eine Maxi-CD erschienen.

## Diskografie

### Alben
- 2000: Das Wunschkonzert (CD/LP, wiederveröffentlicht von Preussens Gloria Tonträger 2015)
- 2003: Sturm auf Berlin (CD, Hatesounds Records)
- 2009: Musik ist Trumpf (CD, NMV Records)
- 2010: In alter Tradition – Aus dem Vergessen 3 (CD, WB Versand,  Von der Gruppe nicht autorisierte Wiederveröffentlichung auf LP von A.S. 2021)
- 2014: 30 Jahre (CD/LP, Preussens Gloria Tonträger)
- 2017: Live & Laut 2016 (CD/LP, Rebel Records)
- 2018: Alte Lieder – Neuer Glanz (CD/LP, Preussens Gloria Tonträger, indiziert[7])
- 2023: Altherren-Programm (CD/LP, Preussens Gloria Tonträger)

### Kompilationen
- 1996: Kraft durch Froide (CD, Prora Records) (indiziert 24. Dezember 2002)
- 1998: 1982–1986 (CD, KDF Records) (indiziert am 31. Juli 1998)
- 2014: 1000 Jahre sind zu wenig … (LP, Attacke Produktion)
- 2017: In die neue Zeit! (DLP, Attacke Produktion)

### Split-Veröffentlichungen
- 1995: Split-CD (Demo-Kassette 1983) mit Ragnaröck (nicht von der Gruppe autorisierte Veröffentlichung) (Rock-O-Rama)
- 2017: Skinheadparty Live und Laut (3er Spass Box) (Split-CD mit Endstufe und Punkfront, Rebel Records)

### Singles/EPs
- 1992: Deutsche Musik (Studioaufnahme von 1984, nicht von der Gruppe autorisierte Veröffentlichung) (Maxi-EP/-CD, ESV/Skull Records)
- 2017: Attacke (Preussens Gloria Tonträger)
- 2019: Skinhead Rock und Shanties (Preussens Gloria Tonträger)
- 2019: Parole Spaß (Single/Maxi-CD, Preussens Gloria Tonträger)
- 2021: Wenn unser Berlin auch verdunkelt ist! / Tradition schlägt Trend  (Preussens Gloria Tonträger)
- 2023: 1982 (Attacke Produktion)

### Demos
- 1983: Hundert Mann und ein Befehl  (indiziert am 30. April 1994, erneut am 5. März 2019[8])
- 1986: Blut & Ehre (indiziert 30. April 1993[9])